# Policètid
Els policètids són metabòlits secundaris de bacteris, fongs, plantes i animals. Els policètids són biosintetitzats per la polimerització de subunitats acetil i propionil en un procés similar a la biosíntesi d'àcids grassos (una condensació de Claisen). Són els blocs de construcció per un ampli ventall de productes naturals.
Els policètids són estructuralment una família molt diversa de productes naturals amb activitats biològiques i propietats farmacològiques diverses.
Els policètids es divideixen en tres classes:
- Tipus I (sovint macròlids produïts per megasíntesi multimodular)
- Tipus II (sovint molècules aromàtiques produïdes per acció iterativa d'enzims dissociats)
- Tipus III (sovint molècules aromàtiques petites produïdes per espècies de fongs)

En ús comercial hi ha antibiòtics policètids, antifúngics, citostàtics, anticolesterolèmics, antiparasítics, promotors del creixement animal i insecticides naturales.

## Exemples
- Macròlids
  - Picromicina, el primer macròlid aïllat (1950)
  - Els antibiòtics eritromicina A, claritromicina, i azitromicina
  - L'antihelmíntic ivermectina
- Antibiòtics poliens
  - Anfotericina B
- Tetraciclina
  - La família d'antibiòtics tetraciclina
- Acetogenina
  - Annonacina
  - Uvaricina
- Altres
  - Discodermolida
  - Aflatoxina

## Biosíntesi
Els policètids són sintetitzats per un o més enzims policètido-sintasa (PKS) especialitzats i molt complexos.